# بازدید هالیوود

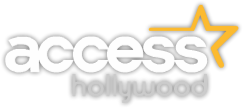
لوگو برنامه بازدید هالیوود

بازدید هالیوود (به انگلیسی: Access Hollywood) یک برنامه خبری تلویزیونی است که به پوشش اخبار حوادث و افراد مشهور در صنعت سرگرمی می‌پردازد. این برنامه توسط تهیه‌کننده اجرایی سابق برنامه سرگرمی امشب، جیم ون مسل به وجود آمد. در حال حاضر رابرت سیلوراستاین کارگردانی مجموعه را به عهده دارد. قبل از او، داگ داگرتی و کریستوفر ای. بری کارگردانهای این مجموعه بوده‌اند. بیشترین تمرکز بازدید هالیوود بر روی اخبار دنیای موسیقی، تلویزیون و فیلم است. از ۷ سپتامبر ۲۰۱۰ این برنامه، پخش با کیفیت بالا را آغاز کرد.